# Antonio Lagorio

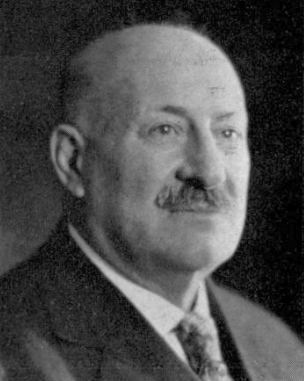

Antonio Lagorio (Chicago, 6 marzo 1857 – Chicago, 24 novembre 1944) è stato un medico statunitense di origini italiane, fondatore e direttore del Pasteur Institute di Chicago.

## Biografia
Antonio Lagorio nasce da una famiglia di italiani immigrati da Genova, che avevano avviato con successo un'attività commerciale a Chicago. Antonio frequenta le scuole primarie a Genova. Tornato a Chicago si iscrive al Rush Medical College, conseguendo la laurea in medicina nel 1879. Sposatosi con Carlotta Puccio, dalla quale avrà tre figli, per perfezionare i suoi studi si reca a Roma e quindi a Parigi, dove si specializza sulle ricerche di Louis Pasteur. Nel 1890 fonda e dirige il Chicago Pasteur Institute, con il quale raggiunge fama internazionale.
Per la sua opera Antonio Lagorio ricevette ampi riconoscimenti come membro di associazioni professionali, dall'American Medical Association alla Academy of Medicine. Fu onorato dalla Città di Chicago, ottenendo incarichi ufficiali in diverse istituzioni cittadine, dalle carceri alla biblioteca pubblica. A riconoscimento degli impegni pubblici assunti, la Loyola University gli conferì la laurea honoris causa in legge. Nel 1897 fu insignito di onorificenza da re Umberto I d'Italia e di nuovo nel 1909 da re Vittorio Emanuele III d'Italia.
Quando madre Francesca Saverio Cabrini si recò a Chicago per fondarvi il Columbus Hospital, Antono Lagorio la ospitò per quattro mesi a casa propria ed accettò quindi di entrare nel personale dell'ospedale, nato per servire ai bisogni dei numerosi immigrati italiani.
Il figlio Frank A. Lagorio (Genova, 6 settembre 1886 - Winnetka, Chicago, 18 luglio 1943) seguì la professione paterna e gli succedette  nella direzione del Chicago Pasteur Institute e nell'impegno al Columbus Hospital, fino alla sua morte prematura nel 1943, che precedette di un anno quella del padre Antonio.